# Des Kaisers Nachtigall

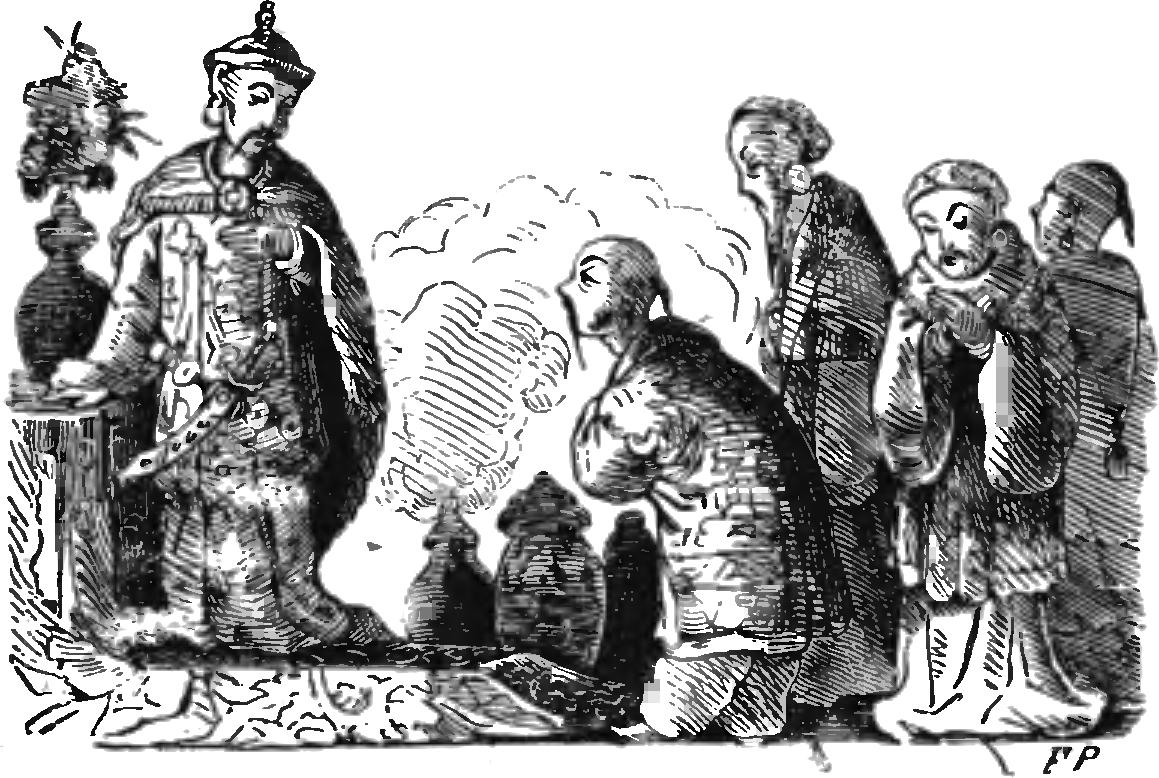
Illustration von Franz Graf von Pocci

Des Kaisers Nachtigall, auch Die Nachtigall (dänisch Nattergalen), ist ein Kunstmärchen, das von Hans Christian Andersen verfasst wurde.

## Inhalt
Der Kaiser von China erfährt aus einem Buch, dass in seinem Reich eine Nachtigall existiert, die besonders schön singt. Davor hatte er nichts von ihr gewusst. Er macht sich auf die Suche nach ihr, findet sie und nimmt sie mit in seinen Palast. Er liebt den Gesang der Nachtigall sehr. Der Kaiser erhält von dem Kaiser von Japan eine künstliche Nachtigall. Diese wird darauf der echten Nachtigall vorgezogen, die darauf entflieht.
Der künstliche Vogel geht irgendwann kaputt. Als die echte Nachtigall zurückkehrt und den Kaiser vor dem Tod rettet, ist der Kaiser unendlich dankbar. Der Kaiser muss dem Vogel versprechen, niemandem zu erzählen, dass er einen kleinen Vogel hätte, der ihm alles sagt, dann würde es dem Kaiser besser gehen. Der Vogel meint damit, dass er ihm erzählen wird, was er bei seinen Reisen im Volk hört. Am nächsten Morgen ist der Kaiser zu aller Überraschung wieder kerngesund.

## Musikalische Rezeption
Als Oper Le rossignol (frz. Die Nachtigall) wurde das Märchen in einem Libretto des Komponisten und Stepan Mitousoff von Igor Strawinsky in den Jahren 1908 bis 1914 vertont.
Der tschechische Komponist Václav Trojan schrieb die Musik zu dem tschechischen Puppenfilm Des Kaisers Nachtigall (Císařův slavík, Regie: Jiří Trnka, Miloš Makovec) im Jahr 1948. Er verfasste mehrere Versionen dieses seinerzeit beliebten Stücks u. a. eine Orchestersuite und eine kammermusikalische Version für Violine, Gitarre und Akkordeon.
Hans Werner Henze schuf 1959 eine Ballett-Pantomime zu dem Märchen (L’usignolo dell’imperatore; Libretto: Giulio Di Majo).
Reiner Bredemeyer vertonte 1976 Die Nachtigall als Hörspiel (Regie: Horst Liepach). Zuvor bearbeitete es Dieter Scharfenberg für die 12"-Schallplatte (LITERA, 1970); die Musik komponierte Hans-Dieter Hosalla.
Der lettische Komponist Uģis Prauliņš setzte das Märchen im Jahr 2010 musikalisch als Werk für 20-stimmigen Chor und Blockflöten unter dem Titel The Nightingale um. Das etwa 30-minütige Konzert wurde im März 2011 in Dänemark mit der dänischen Blockflötistin Michala Petri uraufgeführt und im Dezember 2013 erstmals vom SWR Vokalensemble Stuttgart auf einer deutschen Bühne gezeigt.
Michael Gees komponierte Die Nachtigall für Klavier. (ImproviSatie, Michael Gees on compositions by Erik Satie, CD, Challenge Classics CC72512, 2011; Bonustrack)
Bernhard Krol schuf Die Nachtigall, op. 77. Märchen-Bilderbogen fürs Schattenspiele, eingespielt von: Dortmunder Torhaus-Ensemble, Michaela Mehring, Mezzosopran, Arndt Mehring, Flöte, Reinhard Kaufmann, Klavier Deutsche Harmonia Mundi CD 881 728-909
Der schwedische Komponist Gunnar Valkare, (1943-)  komponierte Die Nachtigall. The second flight of the mechanical heart. eingespielt vom KammarensembleN, Ansgar Krook, Leitung Phono Suecia PSCD 57
Die neuseeländische Komponistin Jenny McLeod, (* 1941) vertonte das Märchen The emperor and the nightingale, eingespielt von: Helen Medlyn, Erzählerin New Zealand Symphony Orchestra, Uwe Grodd, Leitung Naxos CD 8.572671
Die deutsche Komponistin Esther Hilsberg (* 1975) komponierte Die chinesische Nachtigall, welche im Jahr 2009 am Festspielhaus Baden-Baden uraufgeführt wurde und seitdem auch u. a. am Theater Coburg und Theater Lüneburg zu erleben war.
Die englische progressive Rockband Haken bezieht sich in ihrem Lied Nightingale direkt auf das Märchen. Das Lied erschien am 26. April 2022 auf Spotify.
Die deutsche progressive Rockband "Anyones Daughter" verarbeitet in ihrem 1982 veröffentlichten Album "In Blau" in track 7 "Tanz und Tod" Textpassagen aus Andersens Märchen.